# Adolph Friedrich Riedel
Pour les articles homonymes, voir Riedel.
Adolf Friedrich Johann Riedel (né le 5 décembre 1809 à Biendorf près de Neubukow et mort le 8 septembre 1872 à Berlin) est un archiviste, historien et homme politique prussien.

## Famille
Il est le fils du pasteur Johann Christian Conrad Riedel et de sa femme Amalia Maria Caroline née Jörgens. Adolph Friedrich Riedel se marie avec Pauline Hoefer (1816-1889), une cousine des frères Albert Höfer (de) et Edmund Hoefer (de), en 1834.
Son fils Richard Riedel (1838-1916) est le fondateur de l'usine de machines et de la fonderie de fer de Halle et le constructeur de la Villa Riedel (de) à Halle-sur-Saale. Entre autres choses, il est également conseiller municipal, président de la Chambre de commerce de la province de Saxe et président du conseil de surveillance de la Hallescher Bankverein von Kulisch, Kaempf & Co. KGaA, fondée en 1866. Riedel porte le titre honorifique de conseiller privé du commerce.
Sa fille Emma Clara Helene (1845–1925) est une pianiste douée et une élève de Franz Liszt. Elle se marie avec l'officier prussien hautement décoré Otto von Görschen (de) (1824-1875), qui a 19 ans son aîné et trois petits-enfants naissent de leur mariage. Après la mort prématurée de son mari, elle épouse Eduard Tempeltey (1832-1919), de 15 ans son aîné, auquel elle survit 6 ans.

## Formation et carrière professionnelle
Après avoir suivi un enseignement à domicile, Riedel étudie au lycée Frédéric de Schwerin (de). Il étudie ensuite la théologie protestante et la philologie à Berlin et obtient son doctorat en 1831. Juste un an plus tard, il reçoit son habilitation et travaille comme professeur privé à l'Université de Berlin. En 1833, en remerciement d'un devoir de prix pour l'anniversaire du roi, il reçoit de Frédéric-Guillaume III l'indigénat et donc la possibilité d'entrer dans la fonction publique prussienne. À partir de 1833, Riedel travaille comme archiviste dans ce que l'on appela plus tard les archives ministérielles secrètes, qui ne sont réunies avec les Archives d'État secrètes (de) qu'en 1874. Un an après le début de son travail, il est déjà directeur des archives ministérielles. En 1836, il est nommé conseiller de la cour et en 1842, conseiller secret des archives. Parallèlement, il est nommé professeur extraordinaire de sciences politiques à l'université de Berlin. De 1862 à 1865, il est propriétaire du château de Britz (de). À partir de 1868, il vit dans ses domaines à Hohenschönhausen et Bürknersfelde. Il poursuit des études agricoles dans ses jardins, en particulier l'arboriculture fruitière.

## Activité scientifique et publications
En 1837, Riedel était l'un des cofondateurs de l'Association d'histoire de la marche de Brandebourg. Il devient secrétaire général de l'association et est responsable de la recherche margravienne jusqu'en 1862 . En 1851, il devient membre de l'Académie prussienne des sciences. À partir de 1868, il est l'historiographe officiel de l'histoire du Brandebourg.
Riedel publie de nombreux écrits historiques, notamment sur l'histoire du Brandebourg, mais aussi des ouvrages sur l'économie. Ceux-ci incluent : Die Mark Brandenburg im Jahr 1250 (1831-1832), Nationalökonomie oder Volkswirtschaftslehre (1837-1840),Geschichte des preußischen Königshauses (2 parties 1861, en partie seulement publiées à titre posthume). Il est rédacteur en chef du Codex diplomaticus Brandenburgensis (1838-1869).

## Travail dans les chemins de fer et l'industrie
En plus de son travail scientifique, Riedel est également actif dans les affaires. De 1843 à 1849, il est membre du conseil d'administration de la ligne basse-silésienne-margravienne. Il y devient sous-directeur à temps partiel en 1843 puis directeur en 1844. Il est également membre du conseil d'administration de la société de chemin de fer Berlin-Anhalt (de) à partir de 1845 et, entre 1850 et 1870, membre du conseil d'administration de l'association pour l'industrie du sucre de betterave.

## Mandats politiques
En 1848, il est député de l'Assemblée nationale prussienne pour la circonscription du Bas-Barnim et en 1850, député du Parlement de l'Union d'Erfurt. Entre 1849 et 1855 et de 1859 à 1861, il siège dans diverses circonscriptions à la Chambre des représentants de Prusse. Il appartient initialement à la faction de droite (comte von Arnim-Boitzenburg, Ernst von Bodelschwingh) et plus tard à la faction de gauche (Karl Friedrich von Vincke (de)).

## Travaux (sélection)
- comme éditeur: Codex diplomaticus Brandenburgensis: Sammlung der Urkunden, Chroniken und sonstigen Quellenschriften für die Geschichte der Mark Brandenburg und ihrer Regenten. 40 Bände, Berlin 1838–1868. (Digitalisate BSB)
- Nationalöconomie oder Volkswirthschaft. 3 Bände. Berlin 1838–1842 (online: Bd. 1, Bd. 2, Bd. 3).
- Die Domainen und Forsten, Gruben, Hütten und Salinen des preuszischen Staates. Berlin, 1849.
- Graf Rudolph von Habsburg u. Burggraf Friedrich von Nürnberg in ihren Beziehungen zu einander Berlin, 1853 Google Book
- Geschichte des preussischen Königshauses. Teil 1 und 2. Bd. 1. Berlin, 1861.
- Der Brandenburgisch-Preussische Staatshaushalt in den beiden letzten Jahrhunderten. Ernst und Korn, Berlin 1866 (online).
- Geschichte des schloßgesessenen adligen Geschlechtes von Bismarck. Berlin, 1867.